# Palazzo di Sforza Almeni

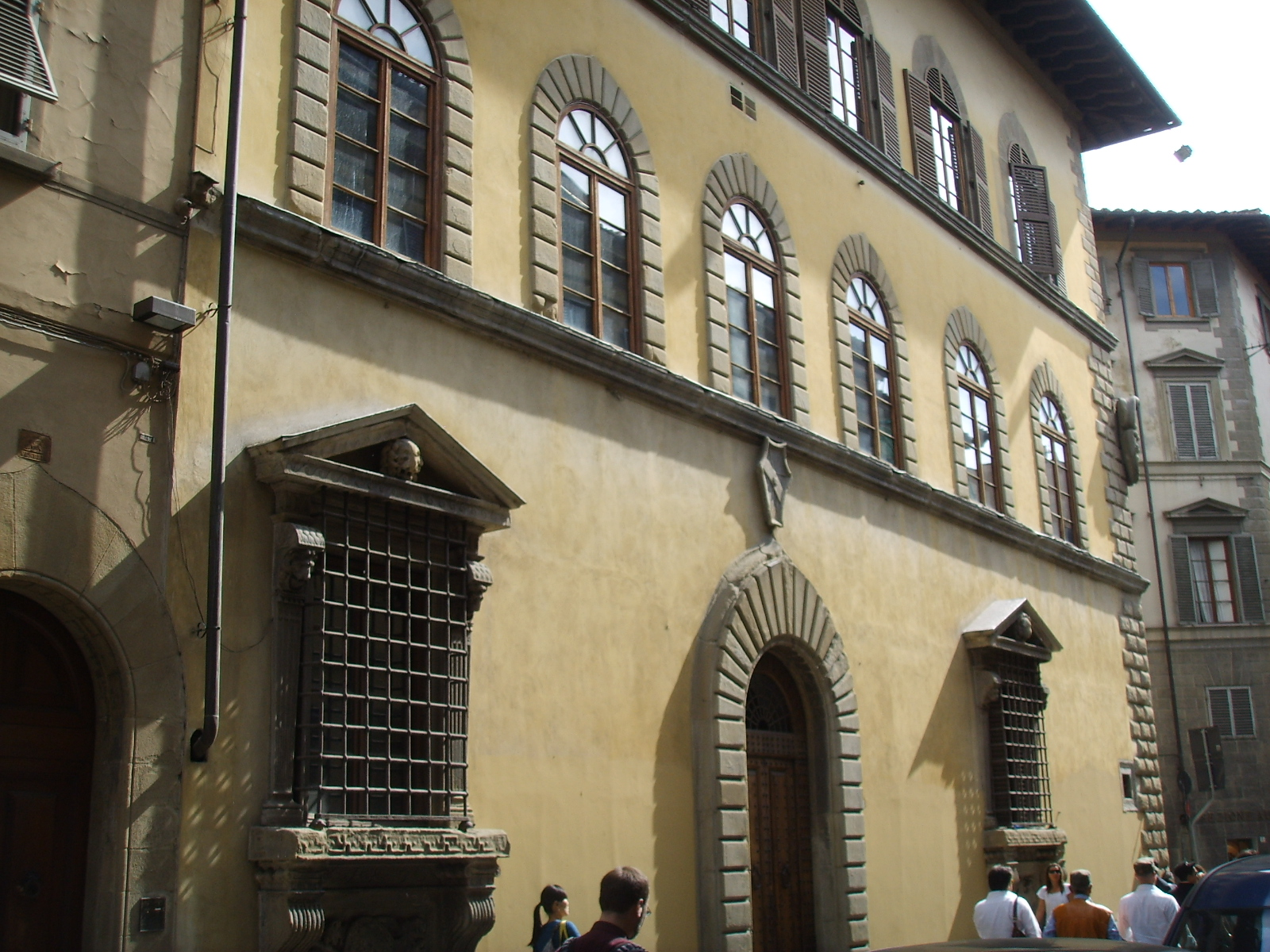
O Palazzo di Sforza Almeni visto da Via dei Servi.

O Palazzo di Sforza Almeni, antigo Palazzo Taddei, é um palácio de Florença, situado entre a Via dei Servi e a Via del Campuccio.
O palácio foi confiscado aos Taddei por Cosme I, devido à oposição destes ao regime dos Medici. Foi, em seguida, doado pelo Grão-Duque ao seu copeiro, Sforza Almeni, o qual, como sinal de gratidão, mandou colocar na fachada um brasão com as armas unidas dos Medici e de Leonor de Toledo, esposa de Cosme I.
As duas janelas do piso térreo do palácio, do tipo "ajoelhado" (inginocchiato), ou seja, com o peitoril suportado por dois apoios, são atribuidas a Bartolomeo Ammannati, devido às fantasiosas esculturas que decoram os detalhes arquitectónicos: cabeças leoninas no tímpano e nos pilares, um friso grego que corre sobre o peitoril e, abaixo deste, um baixo relevo com armas.

## Galeria de imagens do Palazzo di Sforza Almeni

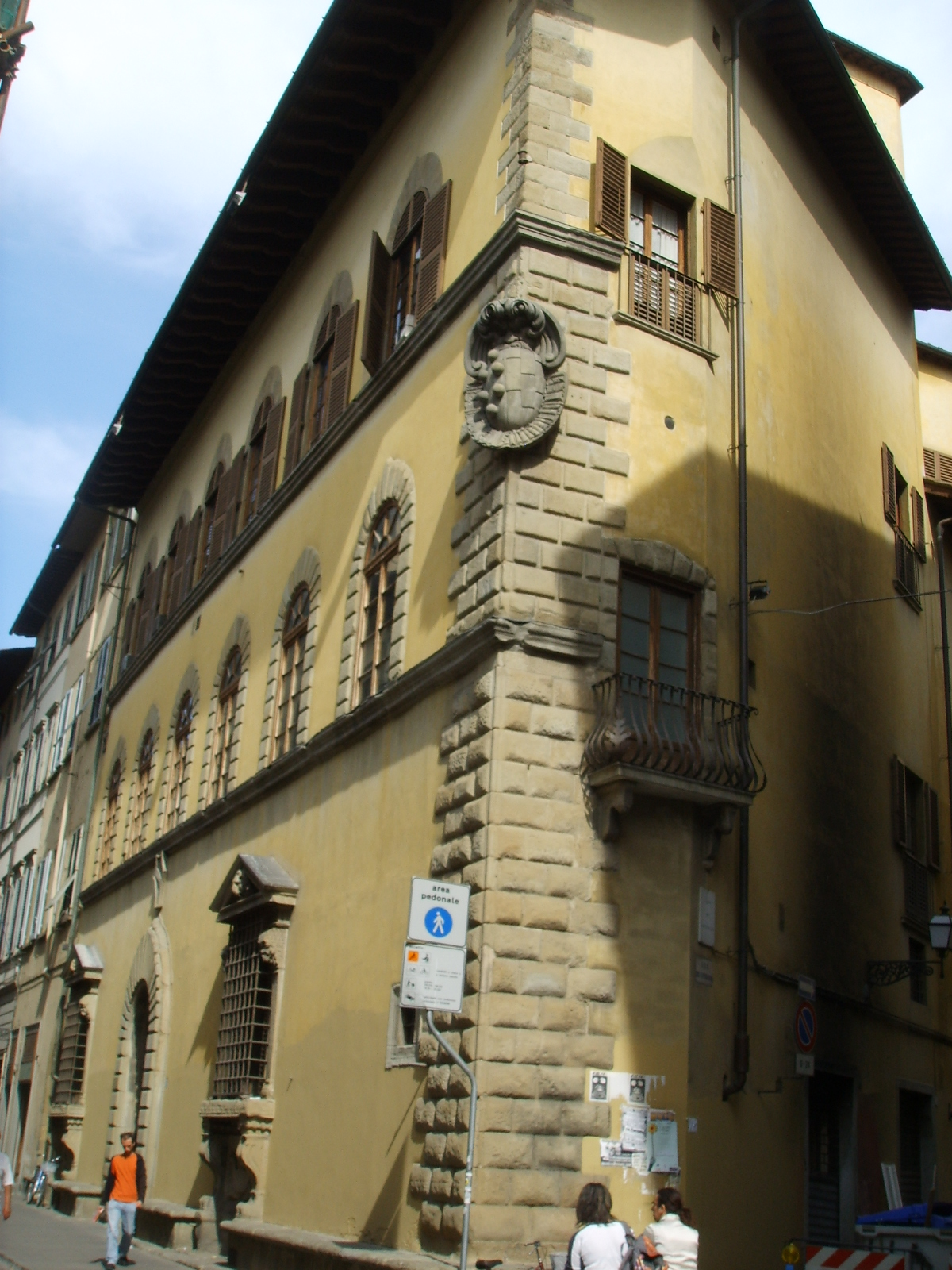
Esquina do Palazzo di Sforza Almeni, com o brasão de Cosme e Eleonora.
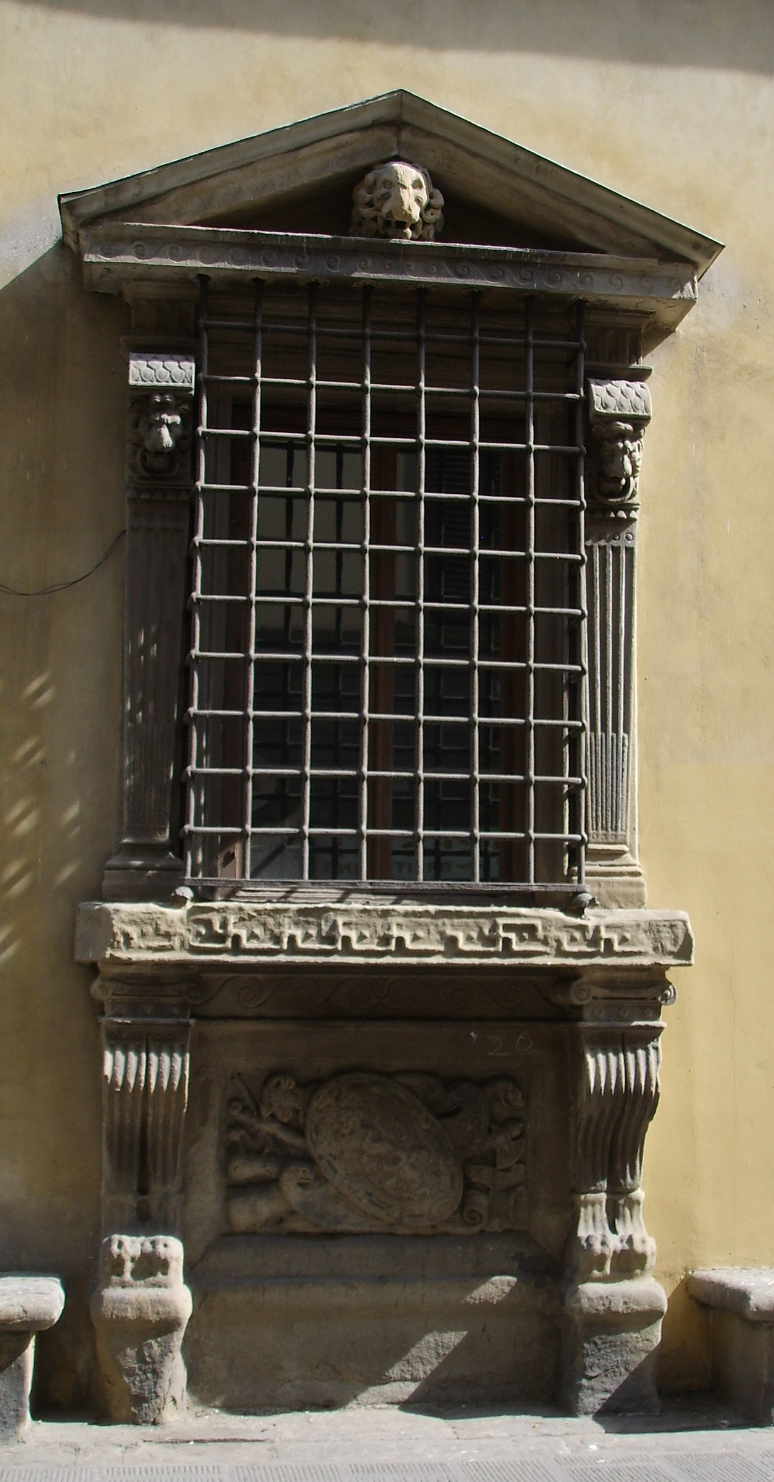
Janela atribuida a Ammannati.
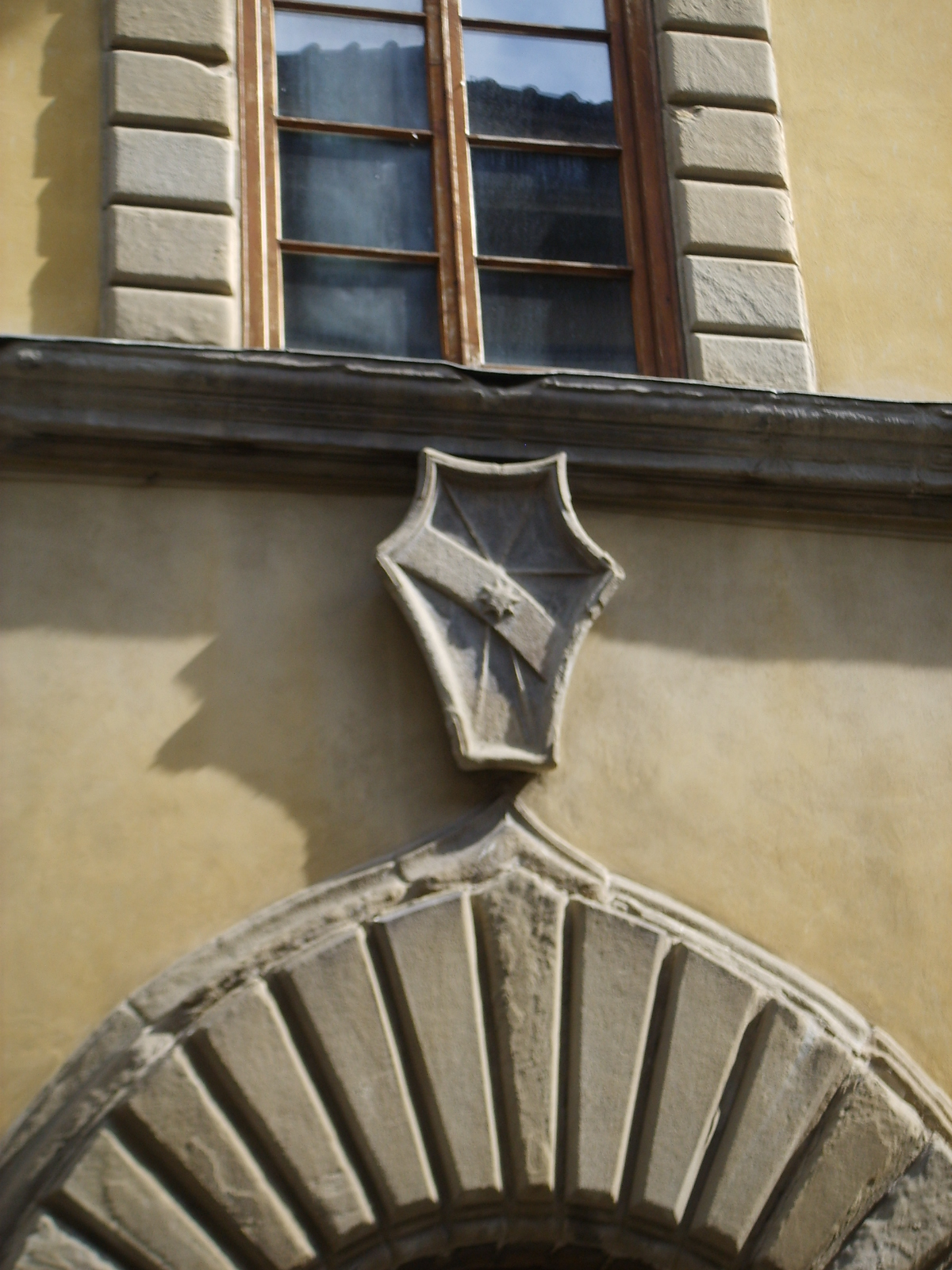
Detalhe do brasão sobre a porta.